# نیکولسکویه، اوبلاست لنینگراد
شهر نیکولسکویه، اوبلاست لنینگراد (به روسی: Никольское) در کشور روسیه و در اوبلاست لنینگراد واقع شده‌است.